# Contea di Henry (Indiana)
La contea di Henry (in inglese Henry County) è una contea dello Stato dell'Indiana, negli Stati Uniti. La popolazione al censimento del 2000 era di 48 508 abitanti. Il capoluogo di contea è New Castle.